# اقتصاد و مدیریت دارو
دکتری تخصصی اقتصاد و مدیریت دارو آموزش روش‌های ارزیابی اقتصادی و مدیریت صحیح و عملی درباره آن گروه از مراقبتهای بهداشتی و درمانی است که در آن‌ها از فراورده‌های دارویی استفاده می‌شود. هدف از بکارگیری این روش‌ها افزایش توانمندسازی مدیران در تصمیم‌سازی و سیاستگذاری نظام مند و عینی مقوله‌های مرتبط با داروهاست.
فارغ التحصیلان این رشته با توانمندیهای مدیریتی در شناسایی و حل مشکلات نظام دارویی کشور و ارتقاء خدمات نظام سلامت با مدیریت صحیح منابع مالی می‌توانند خدمت‌رسانی کنند.